# Arcoida
Los arcoides (Arcoida) es un orden de moluscos bivalvos de la subclase Pteriomorphia conocidos desde el Ordovícico Inferior. Incluye siete familias, incluyendo a la familia de los Arcidae.

## Taxonomía
Los arcoiedes incluyen siete familias repartidas en dos superfamilias:
- Superfamilia Arcoidea
  - Familia Arcidae
  - Familia Cucullaeidae
  - Familia Noetiidae
  - Familia Parallelodontidae
- Superfamilia Limopsoidea
  - Familia Glycymerididae
  - Familia Limopsidae
  - Familia Philobryidae

- Datos: Q29877127
- Multimedia: Arcida / Q29877127
- Especies: Arcida